# Kwas tereftalowy
Kwas tereftalowy, kwas 1,4-benzenodikarboksylowy, C
6H
4(COOH)
2 – organiczny związek chemiczny z grupy dikarboksylowych kwasów aromatycznych. Zawiera dwie grupy karboksylowe w pozycji para. Jego izomer orto to kwas ftalowy, a izomer meta to kwas izoftalowy.
Na skalę przemysłową jest otrzymywany przez utlenianie paraksylenu tlenem z powietrza:
Reakcja prowadzona jest w temp. ok. 200 °C, pod ciśnieniem ok. 15–30 atm.,  w kwasie octowym jako rozpuszczalniku i w obecności katalizatora (sole kobaltu i manganu oraz bromki jako promotor). Powstająca jako produkt uboczny woda usuwana jest za pomocą destylacji azeotropowej lub frakcyjnej.
Stosuje się go do produkcji włókien poliestrowych (m.in. elany) oraz barwników.